# 온타리오 레인
| 온타리오 레인 |                                                               |
| 콘퍼런스      | 서부 콘퍼런스                                                 |
| 디비전        | 퍼시픽 디비전                                                 |
| 설립연도      | 2001년                                                        |
| 해체연도      |                                                               |
| 역사          | 맨체스터 모나크스 (2001년~2015년) 온타리오 레인 (2015년~현재) |
| 경기장        | 시티즌스 비즈니스 뱅크 아레나                                 |
| 연고지        | 캘리포니아주 온타리오                                         |
| 상징색        | 검정, 회색                                                    |
| 구단주        | 앤슈츠 엔터테인먼트 그룹                                      |
| 단장          | 롭 블레이크                                                   |
| 감독          | 마이크 스토더스                                               |
| NHL 제휴      | 로스앤젤레스 킹스                                             |
| ECHL 제휴     | 맨체스터 모나크스                                             |
| 정규시즌 우승 | 2 (2015, 2016)                                                |
| 콘퍼런스 우승 | 1 (2015)                                                      |
| 디비전 우승   | 5 (2005, 2007, 2014, 2015, 2016)                              |
| 칼더 컵       | 1 (2015)                                                      |
| 영구 결번     | -                                                             |

온타리오 레인(Ontario Reign)는 미국 캘리포니아주 온타리오를 연고지로 하는 AHL의 서부 콘퍼런스 퍼시픽 디비전 소속 아이스 하키팀이다.

## 역대 홈경기장
| 온타리오 레인                 |             |          |                       |      |
| 경기장                        | 사용기간    | 수용인원 | 장소                  | 비고 |
| 시티즌스 비즈니스 뱅크 아레나 | 2015년~현재 | 9,736명  | 캘리포니아주 온타리오 | 빈칸 |